# Gatwick Express
Gatwick Express è il treno navetta che collega la stazione Victoria di Londra all'aeroporto di Londra Gatwick. A partire dal 2015 viene gestito dalla società GTR, vincitrice del franchising della Southern Rail.

## Storia

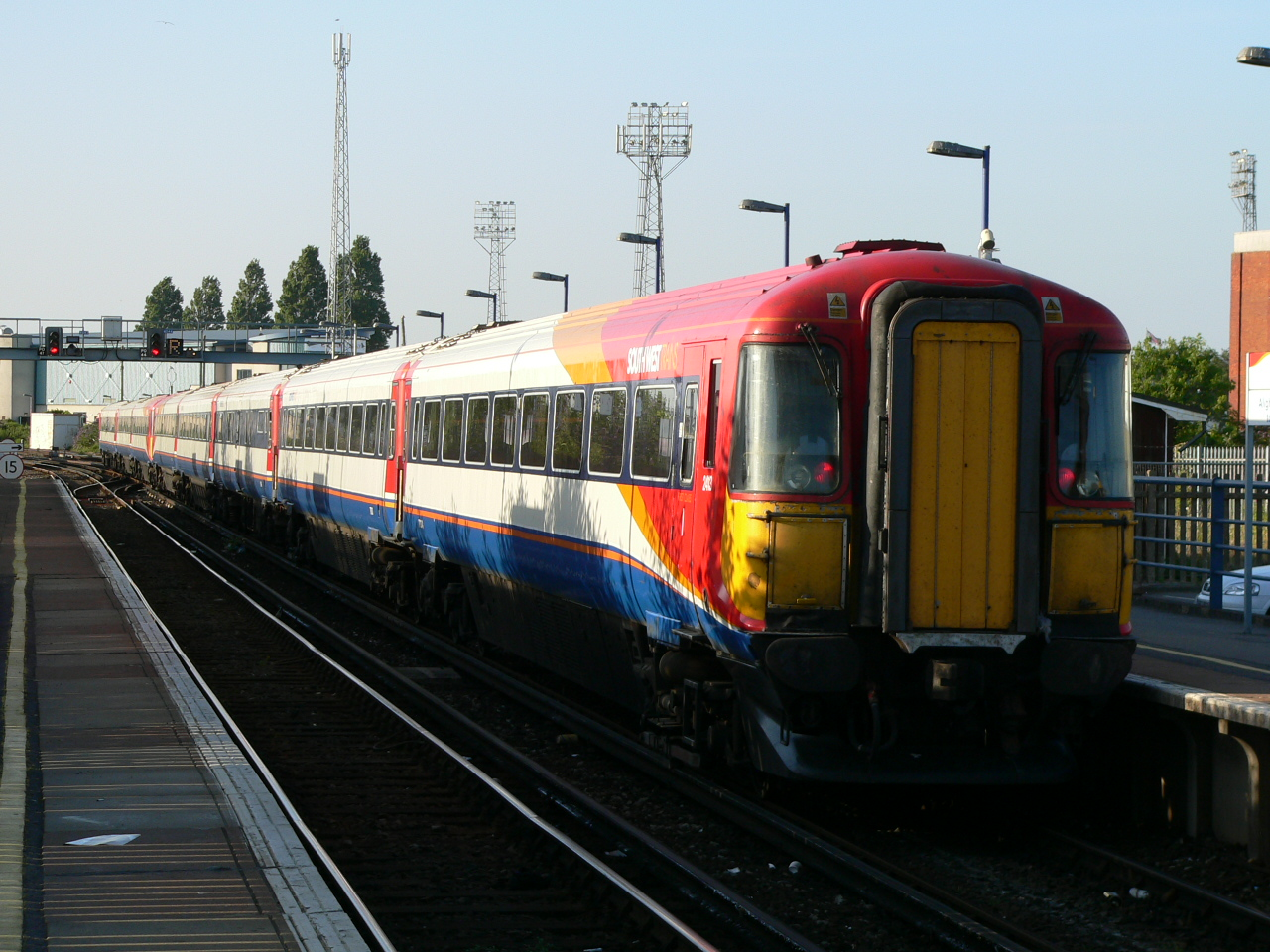
Treno British Rail Class 442 Wessex Electrics entrato in servizio il 14 dicembre 2008.

Nel 1975, la British Airports Authority e la British Caledonian Airways decisero di proporre alla British Rail la ricostruzione della stazione di Gatwick per consentire un collegamento diretto con il centro di Londra.
La questione venne a lungo dibattuta ed in un primo tempo venne realizzata una linea diretta fino a East Croydon come Rapid City Link. Questo nome venne dato al treno perché i passeggeri provenienti dagli Stati Uniti assimilavano il termine '‘express’' ad un servizio di bus.
Finalmente nel 1984 venne attivato il servizio non-stop del Gatwick Express con una frequenza di un treno ogni 30 miniti, specialmente nelle ore di punta, e la distanza veniva coperta in circa 35 minuti.
Nel dicembre 2008 il Gatwick Express venne fatto partire dalla stazione di Brighton nelle ore di punta del mattino ed arrivare alla stazione di Brighton nelle ore di punta del pomeriggio. Questo portò al raddoppio della frequenza giornaliera della linea Londra-Brighton express durante questo periodo.

## Servizio

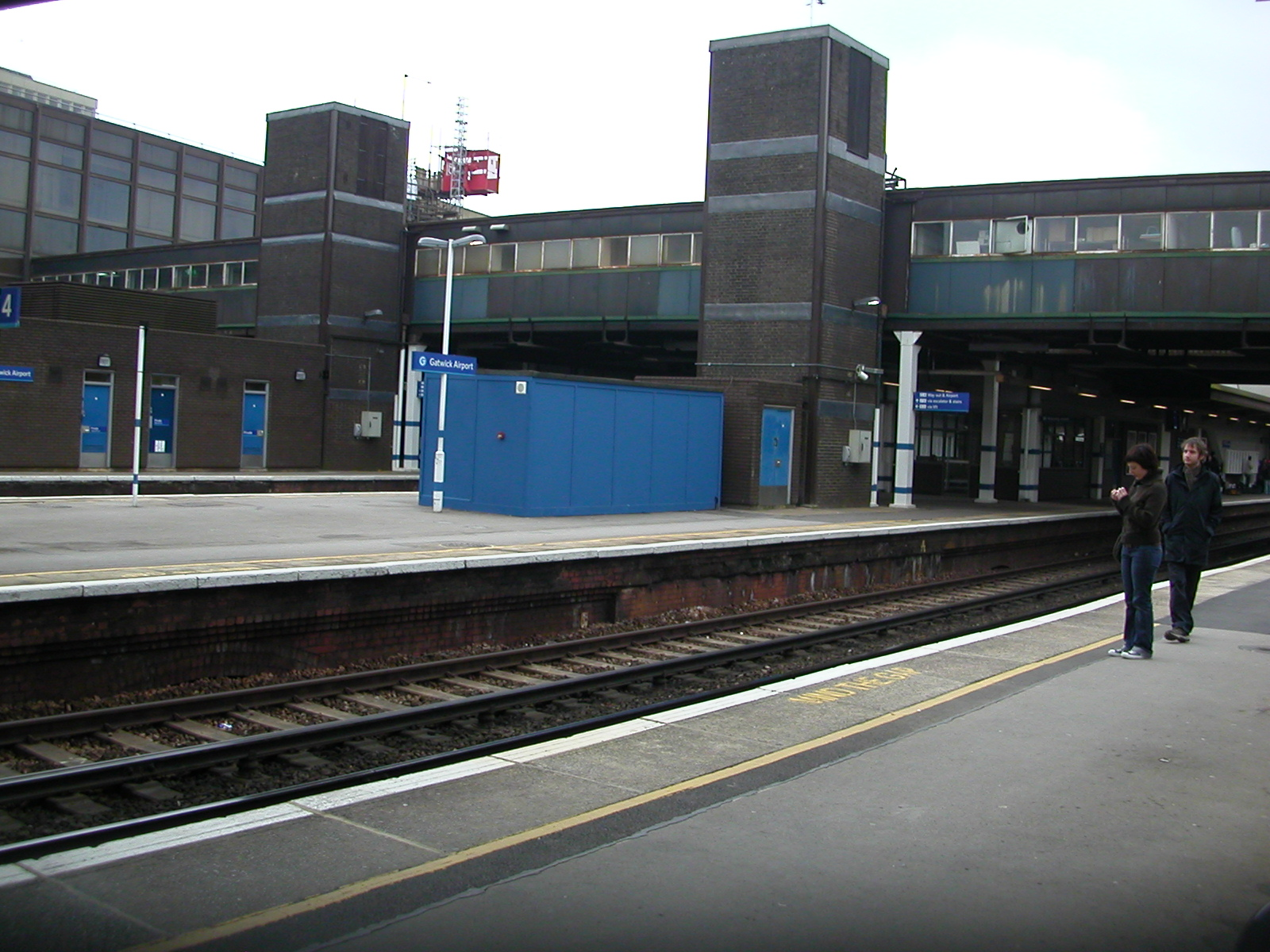
La stazione dell'Aeroporto di Gatwick sulla Londra - Brighton; qui giunge, dopo circa mezz'ora il Gatwick Express proveniente dalla Victoria station

Il servizio prevede una frequenza ogni 15 minuti sulla distanza di circa 43 km intercorrente fra l'aeroporto e la stazione Victoria. Il tempo medio di percorrenza è di circa 30 minuti e non esistono fermate intermedie. Il Gatwick Express, al contrario dell'Heathrow Express, è gestito direttamente dal National Rail.
Il treno dispone della 1ª e della 2ª classe. Il costo di una corsa semplice costa £ 19.90 dal luglio 2015 Questo prezzo è più elevato rispetto all'analogo tragitto realizzato sulla rete regolare che è di  £ 12.00. Tuttavia questa differenza di prezzo è spropositata, poiché i treni della rete regolare generalmente impiegano circa dai 33 ai 39 minuti e i treni usati sono gli stessi.
Storia delle tariffe:
- Gennaio 2007 - £ 14,90
- Luglio 2007 - £ 15,90
- Gennaio 2008 - £ 16,90
- Luglio 2008 - £ 17,90

Luglio 2015 - £ 19.90

## Biglietti
Londra - Gatwick è uno dei pochi servizi sulla rete del National Rail in cui i passeggeri debbono scegliere fra diversi operatori quando acquistano il biglietto, mentre sulle altre linee i biglietti sono utilizzabili sui treni di diversi operatori. I biglietti per l'utilizzo della linea con su scritto "NOT GATWICK EXPRESS" non sono utilizzabili sul treno diretto così come quelli per viaggiare da Londra a stazioni poste a sud di Gatwick.
Il biglietto può essere acquistato sul treno senza il pagamento di alcuna penale anche se i viaggiatori diretti a sud di Gatwick sono costretti a pagare una multa. Queste regole sono applicate dal dicembre 2008, alle sei corse giornaliere feriali che iniziano e terminano a Brighton.

## Treni

### Flotta attuale
La flotta, attualmente è composta da 16 Class 442 e 27 Class 387. É previsto che entro settembre tutte le Class 442 verranno sostituite.
| Treni                            | Immagine | Tipo                      | Velocità massima | Velocità massima | Linea                                                                       | Numero            | Costruzione                                         |
| Treni                            | Immagine | Tipo                      | mp/h             | km/h             | Linea                                                                       | Numero            | Costruzione                                         |
| -------------------------------- | -------- | ------------------------- | ---------------- | ---------------- | --------------------------------------------------------------------------- | ----------------- | --------------------------------------------------- |
| Class 73                         |          | electro-diesel locomotive | 90               | 145              | 1                                                                           | 1984              |                                                     |
| Class 442 (5Wes) Wessex Electric |          | Electric multiple unit    | 100              | 160              | London Victoria - Gatwick Airport London Victoria - Brighton (ore di punta) | 16 da luglio 2016 | 1988-89 (Ristrutturato per il Gatwick Express 2008) |

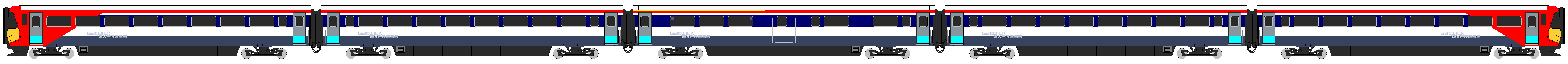
Treno della Classe 442

Treno della Classe 460

| British Rail Class 387           |          | EMU                       | 110              | 177              | London Victoria - Gatwick Airport London Victoria - Brighton (ore di punta) | 27 da luglio 2016 | 2015-2016                                           |

### Ex flotta
| Treni           | Immagine | Tipo                      | Costruzione | Dismesso |
| Class 73        |          | electro-diesel locomotive | 1962        | 2005     |
| Class 488       |          | Converted Mark 2 coaches  | 1983 - 1984 | 2005     |
| Class 489 (GLV) |          | electric multiple unit    | 1983 - 1984 | 2005     |